# Tetrastigma lauterbachianum
Tetrastigma lauterbachianum är en vinväxtart som beskrevs av Ernest Friedrich Gilg. Tetrastigma lauterbachianum ingår i släktet Tetrastigma och familjen vinväxter. Inga underarter finns listade i Catalogue of Life.